# Rhodesiella sumatrensis
Rhodesiella sumatrensis är en tvåvingeart som först beskrevs av de Meijere 1919.  Rhodesiella sumatrensis ingår i släktet Rhodesiella och familjen fritflugor. Inga underarter finns listade i Catalogue of Life.